# 武昌獾蛛
武昌獾蛛（学名：Trochosa wuchangensis）为狼蛛科獾蛛属的动物。在中国大陆，分布于湖北、湖南、浙江、福建、广西、海南、四川、云南等地，常见于山地草丛、田埂土缝以及庭院土块。该物种的模式产地在湖北武昌。